# 12604 Lisatate
12604 Lisatate eller 1999 RC194 är en asteroid i huvudbältet som upptäcktes den 7 september 1999 av LINEAR i Socorro County, New Mexico. Den är uppkallad efter Lisa Michelle Tate.
Asteroiden har en diameter på ungefär 2 kilometer.